# Phillip Harris
Pour les articles homonymes, voir Harris.
Phillip Harris (né le 29 septembre 1989 à Coventry en Angleterre), est un patineur artistique britannique. Il est triple champion de Grande-Bretagne (2015, 2016 et 2018).

## Biographie

### Carrière sportive
Phillip Harris remporte d'abord le titre national junior (2008), puis le titre national senior à deux reprises (2015 et 2016).
Il participe à trois championnats d'Europe (2015 à Stockholm, 2016 à Bratislava et 2018 à Moscou) ; et à deux championnats du monde (2016 à Boston et 2018 à Milan).

## Palmarès
| Compétition                     | 2009    | 2010    | 2011    | 2012    | 2013    | 2014    | 2015    | 2016    | 2017    | 2018    | 2019    |  |  |  |
| Jeux olympiques d'hiver         |         |         |         |         |         |         |         |         |         |         |         |  |  |  |
| Championnats du monde           |         |         |         |         |         |         |         | 22e     |         | 24e     |         |  |  |  |
| Championnats d’Europe           |         |         |         |         |         |         | 15e     | 18e     |         | 13e     |         |  |  |  |
| Championnats de Grande-Bretagne | 6e      | 6e      | 3e      | 3e      | 4e      | F       | 1er     | 1er     | 3e      | 1er     | F       |  |  |  |
|                                 |         |         |         |         |         |         |         |         |         |         |         |  |  |  |
| Grand Prix ISU                  | 2008/09 | 2009/10 | 2010/11 | 2011/12 | 2012/13 | 2013/14 | 2014/15 | 2015/16 | 2016/17 | 2017/18 | 2018/19 |  |  |  |
| Coupe de Chine                  |         |         |         |         |         |         |         |         |         |         | 10e     |  |  |  |
| Légende : F = Forfait           |         |         |         |         |         |         |         |         |         |         |         |  |  |  |